# Holst (cràter)
Holst és un cràter d'impacte en el planeta Mercuri de 170 km de diàmetre. Porta el nom del compositor britànic Gustav Holst (1874-1934), i el seu nom va ser aprovat per la Unió Astronòmica Internacional el 2012.